# Geografia Australiei

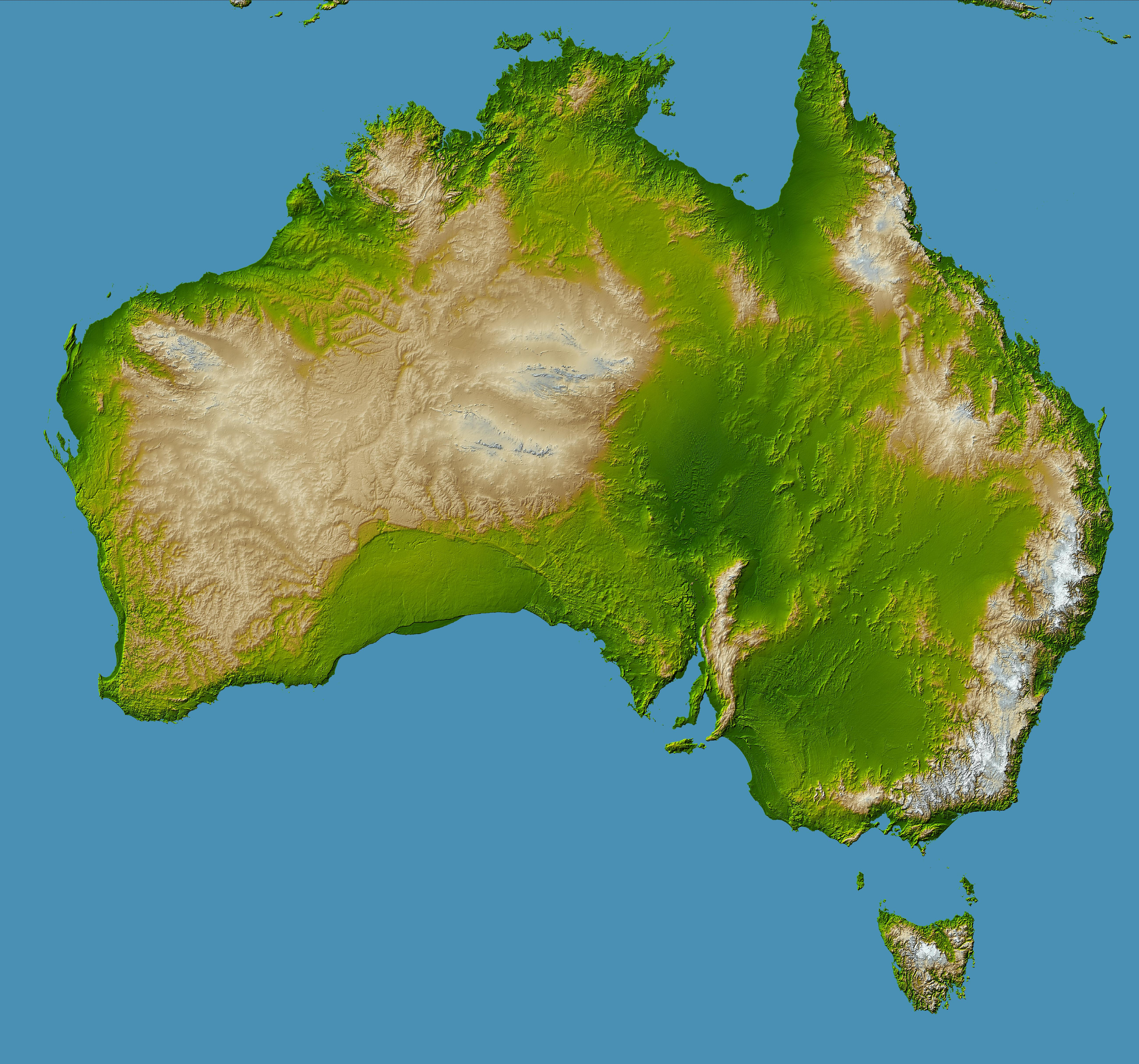
Geografia Australiei

Geografia Australiei prezintă o marie varietate de forme de relief. Australia este cel mai mic continent, dar cea mai mare țară care se întinde pe un continent întreg. Populația Australiei este concentrată în regiunile de est și de sud-est a țării.

## Date geografice
Așezarea geografică
Continentul se află amplasat în Oceania, între Oceanul Indian și Oceanul Pacific de Sud.
Suprafața
- Uscat - 7.617.930 km²
- Apă - 68.920 km²
- Total - 7.686.850 km² (fiind incluse insulele Lord-Howe și Macquarie)

Lungimea țărmului -  25.760 km

## Regiuni
- Eastern Highlands (Podișul din est)
- Eastern Alluvial Plains și Lowlands—Murray Darling (Câmpiile aluvionare din est și Șesurile din bazinul Murray-Darling care se întind până la  Golful Carpentaria)
- South Australian Highlands (Podișul din Australia de Sud)
- Western Plateau (Platoul de Vest)
- Central Deserts (Deșerturile centrale)
- Northern Plateau și Basins (Bazinele și Platourile din Nord)

## Clima Australiei
În cea mai mare parte a continentului domină o climă aridă și semiaridă, cca. 40 % din suprafața Australiei este acoperită cu dune de nisip. Numai în regiunea de sud-est și sud-vest există o climă mai temperată, unde se mai pot găsi terenuri fertile podzolice. În regiunile de nord domină clima tropicală, cu vegetații tipice de pădure ecuatorială, deșert sau de savană. Precipitațiile cad într-un mod foarte neregulat, existând frecvent perioade de secetă care pot dura ani. Se constată prin creșterea conținutului de sare, o stare permanentă de înrăutățire a calității solului. În aceste regiuni sunt frecvent vânturi puternice cu furtuni de nisip.

## Date geologice
Australia este situată pe o placă tectonică unică, ceea ce face ca să nu existe fenomene de vulcanism, cutremurele sunt foarte rare, având o intensitate mică.

## Relief
În centru, Marele Deșert de Nord Vest și Marele Deșert Victoria (S). Zona depresionară Eyre este o zonă endoreică foarte joasă. Principalele vârfuri sunt Kosciusko (2228 m) , Bruce (1235 m), Ayres (867 m).